# 佐藤信 (歴史学者)
佐藤 信（さとう まこと、1952年11月 - ）は、日本の日本古代史学者、東京大学名誉教授。学位は、博士（文学）（東京大学・論文博士・1997年）（学位論文「日本古代の宮都と木簡」））。

## 経歴
出生から修学期
1952年、東京都で生まれた。1972年3月、私立武蔵高校を卒業し、東京大学文学部に入学。1976年3月、東京大学文学部国史学専修課程を卒業。東京大学大学院人文科学研究科国史学専門課程に進み、1978年3月に修士課程修了、1978年12月に博士課程を中退。
日本古代史研究者として
1979年1月、奈良国立文化財研究所研究員となり、平城宮跡発掘調査部で調査・研究にあたった。1985年4月から文化庁文化財保護部に勤務。
1989年4月、聖心女子大学文学部助教授に就任。1992年4月、東京大学文学部助教授に転じた。1995年4月、東京大学文学部教授に昇格。1996年7月からは東京大学大学院人文社会系研究科教授。1997年、学位論文『日本古代の宮都と木簡』を東京大学に提出して文学博士の学位を取得。2018年4月に東京大学を同定年退任し、名誉教授となった。その後は、2018年から2020年3月まで人間文化研究機構理事を務めた。2021年4月、くまもと文学・歴史館館長に就任。また、2021年より鈴木靖民の後を承けて第4代横浜市歴史博物館館長も務めている。

## 研究内容・業績
専門は日本古代史。奈良文化財研究所に勤務して木簡の研究や古代遺跡の調査にあたったことから、史料だけでなく埋蔵文化財や遺跡の調査や保護に関する造詣も深い。

## 著作

### 著書
- 『日本古代の宮都と木簡』吉川弘文館 1997
  - POD版　2020年 ISBN 9784642723114
- 『古代の遺跡と文字資料』名著刊行会 1999
- 『出土史料の古代史』東京大学出版会 2002
- 『古代の地方官衙と社会』(日本史リブレット) 山川出版社 2007
- 『大学の日本史 教養から考える歴史へ 1』山川出版社 2016
- 『列島の古代』日本古代の歴史6、吉川弘文館、2019 ISBN 9784642064729

### 編著
- 『古代史講義　邪馬台国から平安時代まで』ちくま新書 2018
- 『古代史講義　戦乱篇』ちくま新書 2019
- 『古代史講義　宮都篇』ちくま新書 2020
- 『古代史講義　氏族篇』ちくま新書 2021
- 『古代史講義　海外交流篇』ちくま新書 2023

### 共編著
- （沖森卓也共著）『上代木簡資料集成』（おうふう、1994）
- （五味文彦共編）『城と館を掘る・読む 古代から中世へ』（山川出版社、1994）
- （五味文彦）『土地と在地の世界をさぐる 古代から中世へ』（山川出版社、1996）
- （村井章介・吉田伸之共編）『境界の日本史』（山川出版社、1997）
- （沖森卓也・矢嶋泉共編）『藤氏家伝 鎌足・貞慧・武智麻呂伝 註釈と研究』（吉川弘文館、1999）　ISBN 9784642023368
- 『古代日本の歴史』（放送大学教育振興会、2001）
- （吉田伸之共編著）『都市社会史』（新体系日本史（山川出版社、2001）
- 『律令国家と天平文化』（日本の時代史）（吉川弘文館、2002）　ISBN 9784642008044
- 『日本と渤海の古代史』（山川出版社、2003）
- 『世界遺産と歴史学』（山川出版社、史学会シンポジウム叢書）2005
- （沖森卓也・矢嶋泉共編『上宮聖徳法王帝説 注釈と研究』（吉川弘文館、2005）　ISBN 9784642024365
- （東野治之共編）『古代多胡碑と東アジア』（山川出版社、2005）
- 『西大寺古絵図の世界』（東京大学出版会、2005）
- （沖森卓也・矢嶋泉共編）『出雲国風土記』（山川出版社、2005）
- 『日本の古代』（放送大学教育振興会、2005）
- （沖森卓也,矢嶋泉共編）『播磨国風土記』（山川出版社、2005）
- （宮地正人・五味文彦・高埜利彦共編）『国家史』（新体系日本史（山川出版社、2006）
- （小野正敏・舘野和己・田辺征夫共編）『歴史考古学大辞典』（吉川弘文館、2007）　ISBN 9784642014373
- （沖森卓也・矢嶋泉共編）『常陸国風土記』（山川出版社、2007）
- （藤田覚共編）『前近代の日本列島と朝鮮半島』（山川出版社、 史学会シンポジウム叢書）2007
- （沖森卓也・矢嶋泉共編著）『古代氏文集』（山川出版社、2012）
- 『国分寺の創建 思想・制度編』須田勉共編 （吉川弘文館 2013）　ISBN 9784642024877
- 『国分寺の創建 組織・技術編』須田勉共編 （吉川弘文館 2013）　ISBN 9784642024884
- 『日本古代の歴史』全5巻 佐々木恵介共企画編集委員 吉川弘文館 2013-15
- 『風土記 常陸国・出雲国・播磨国・豊後国・肥前国』沖森卓也,矢嶋泉共編著 山川出版社 2016
- 『日本古代の地域と交流』加藤謙吉,倉本一宏共編 臨川書店 2016
- 『奈良の都』（古代の人物 ; 2） 石上英一,鎌田元一,栄原永遠男監修,佐藤信編 清文堂出版 2016
- 『日本の古代中世』近藤成一共編著 放送大学教育振興会 2017
- 『東大寺の新研究』1-2 栄原永遠男,吉川真司共編 法藏館 2016-17
- 『古代東国の地方官衙と寺院』編 山川出版社 2017
- 『史料・史跡と古代社会』（吉川弘文館 2018）　ISBN 9784642046459
- 『律令制と古代国家』（吉川弘文館 2018）　ISBN 9784642046466
- (溝口孝司共編）『世界遺産 宗像・沖ノ島：みえてきた「神宿る島」の実像』（吉川弘文館 2024）　ISBN 9784642084444

### 講演
- 【佐藤信館長 連続講演】古代文学とくまもと①「『古事記』・『日本書紀』

## 参考サイト
- 2006-2007年度における各教員の活動（10 日本史学）『教育・研究年報 9 2006～2007』東京大学文学部・大学院人文社会系研究科 - ウェイバックマシン（2014年3月20日アーカイブ分）